# 작용 메커니즘

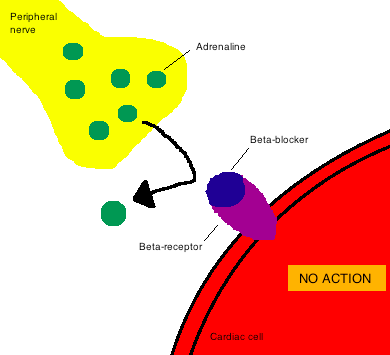
베타 차단제는 베타 아드레날린 작동성 수용체라고 하는 일종의 수용체에 결합하고 경쟁적으로 길항작용을 함으로써 심박수를 감소시키는 약리학적 효과를 발휘한다.

작용 메커니즘(영어: mechanism of action, MOA)이라는 용어는 약리학에서 약물이 약리학적 효과를 생성하는 특정 생화학적 상호작용을 지칭한다. 작용 메커니즘에는 일반적으로 효소나 수용체와 같이 약물이 결합하는 특정 분자 표적에 대한 언급이 포함된다. 수용체 부위는 약물의 화학 구조와 거기에서 일어나는 특정 작용에 따라 약물에 대한 특정 친화력을 갖는다.

## 같이 보기
- 작용 방식
- 약물동역학
- 화학단백질체학